# جيمس تايلور (سياسي كندي، مواليد 1771)
جيمس تايلور هو سياسي كندي، ولد في 1771، وتوفي في 15 يناير 1801. انتخب عضو مجلس نواب نوفا سكوشا عن دائرة Queens County, Nova Scotia ‏ (1799 – 1801).